# Легка атлетика на Літній універсіаді 2011
Змагання з легкої атлетики на Літній універсіаді 2011 проходили 16-21 серпня в Шеньчжені на стадіоні «Спортивного центра Універсіади».

## Призери

### Чоловіки
| Дисципліни                               | Золото                                                                                        | Золото      | Срібло                                                           | Срібло     | Бронза                                                                     | Бронза   |
| ---------------------------------------- | --------------------------------------------------------------------------------------------- | ----------- | ---------------------------------------------------------------- | ---------- | -------------------------------------------------------------------------- | -------- |
| 100 метрів                               | Жак Гарві Ямайка                                                                              | 10,14       | Ритіс Сакалаускас Литва                                          | 10,14 NR   | Су Бінтянь КНР                                                             | 10,27    |
| 200 метрів                               | Рашид Дваєр Ямайка                                                                            | 20,20 PB    | Тхусо Мпуанг ПАРДжейсон Янг Ямайка                               | 20,59      | не вручалась                                                               |          |
| 400 метрів                               | Марцелл Деак-Надь Угорщина                                                                    | 45,50       | Пітер Метьюз Ямайка                                              | 45,62 PB   | Шон Роу Австралія                                                          | 45,93 SB |
| 800 метрів                               | Лохлан Реншоу Австралія                                                                       | 1.46,36     | Тен Хайнін КНР                                                   | 1.46,62 PB | Фред Самоей Кенія                                                          | 1.46,72  |
| 1500 метрів                              | Імад Туїл Алжир                                                                               | 3.48,13     | Абдельмаджед Туїл Алжир                                          | 3.48,24    | Валентин Смірнов Росія                                                     | 3.48,45  |
| 5000 метрів                              | Ендрю Вернон Велика Британія                                                                  | 14.00,06    | Євген Рибаков Росія                                              | 14.00,60   | Стефано ла Роза Італія                                                     | 14.02,95 |
| 10000 метрів                             | Осако Сугуру Японія                                                                           | 28.42,83 SB | Стівен Мокока ПАР                                                | 28.53,09   | Ахмед Тамрі Марокко                                                        | 29.06,20 |
| 110 метрів з бар'єрами                   | Генсл Парчмент Ямайка                                                                         | 13,24 PB    | Цзян Фань КНР                                                    | 13,55      | Рональд Брукінс США                                                        | 13,56    |
| 400 метрів з бар'єрами                   | Джешуа Андерсон США                                                                           | 49,03       | Кісімото Такаюкі Японія                                          | 49,52      | Курт Коуту Мозамбік                                                        | 49,61    |
| 3000 метрів з перешкодами                | Альберту Паулу Португалія                                                                     | 8.32,26     | Халіл Аккаш Туреччина                                            | 8.34,57 SB | Ільдар Міншин Росія                                                        | 8.34,86  |
| 4×100 метрів                             | ПАРГаннес Дреєр Саймон Магакве Рапула Сефаньєцо Тхусо Мпуанг                                  | 39,25       | КНРЯн Ян Хуан Міньхуа Чан Пенбень Чжен Дуншен Као Хайчао (забіг) | 39,39      | ГонконгЇп Сіу Кон Лай Чунь Хо Лон Кіхо Хо Манлоклоренс                     | 39,44    |
| 4×400 метрів                             | РосіяОлександр Сігаловський Дмитро Буряк Артем Важов Валентин Кругляков Олексій Кеніг (забіг) | 3.04,51     | ЯпоніяНакано Хіроюкі Хоріе Сінтаро Хіросе Хідеюкі Абе Такатосі   | 3.05,16    | ПАРШейн Віктор Андре Олів'є Пітер Бенеке Віллем де Бер Тлоу Селоба (забіг) | 3.05,61  |
| Ходьба 20 кілометрів                     | Андрій Кривов Росія                                                                           | 1:24.26     | Андрес Чочо Еквадор                                              | 1:24.44    | Моасір Ціммерманн Бразилія                                                 | 1:25.06  |
| Ходьба 20 кілометрів (командна першість) | РосіяАндрій Кривов Михайло Рижов Андрій Рузавін                                               | 4:19.19     | КНРЦай Цзелінь Юй Вей Ню Веньбінь Ян Тао                         | 4:24.56    | не вручалась                                                               |          |
| Напівмарафон                             | Ахмед Тамрі Марокко                                                                           | 1:06.20     | Фатіх Білгідж Туреччина                                          | 1:06.20    | Гаякава Цубаса Японія                                                      | 1:06.25  |
| Напівмарафон (командна першість)         | ЯпоніяГаякава Цубаса Какуаге Гіроміцу Декі Такехіро Ядзава Йо                                 | 3:20.37     | КНРБянь Ці Чжен Гоцзюнь Янь Цзюнь Гао Лаюань Ян Ле               | 3:37.25    | не вручалась                                                               |          |
| Стрибки у висоту                         | Богдан Бондаренко Україна                                                                     | 2,28        | Войтех Тайнер Польща                                             | 2,26 SB    | Сергій Мудров Росія                                                        | 2,24     |
| Стрибки з жердиною                       | Лукаш Міхальський Польща                                                                      | 5,75 SB     | Матеуш Діденков ПольщаОлександр Грипич Росія                     | 5,75 PB    | не вручалась                                                               |          |
| Стрибки в довжину                        | Су Сюнфен КНР                                                                                 | 8,17        | Маркіз Гудвін США                                                | 8,03       | Джуліан Рейд Велика Британія                                               | 7,96     |
| Потрійний стрибок                        | Нельсон Евора Португалія                                                                      | 17,31 SB    | Віктор Кузнєцов Україна                                          | 16,89      | Євген Ектов Казахстан                                                      | 16,83    |
| Штовхання ядра                           | О'Дейн Річардс Ямайка                                                                         | 19,93 PB    | Сослан Циріхов Росія                                             | 19,80      | Мейсон Фінлі США                                                           | 19,72    |
| Метання диска                            | Мярт Ізраел Естонія                                                                           | 64,07       | Пшемислав Чайковський Польща                                     | 63,62      | Рональд Жульян Бразилія                                                    | 63,30 NR |
| Метання молота                           | Павел Файдек Польща                                                                           | 78,14       | Марцел Ломницький Словаччина                                     | 73,90      | Лоренцо Повельяно Італія                                                   | 73,39    |
| Метання списа                            | Фатіх Аван Туреччина                                                                          | 83,79       | Роман Авраменко Україна                                          | 81,42      | Ігор Яник Польща                                                           | 79,65    |
| Десятиборство                            | Василь Харламов Росія                                                                         | 8166        | Гаель Керен Франція                                              | 7857       | Михайло Логвиненко Росія                                                   | 7835     |

### Жінки
| Дисципліни                               | Золото                                                                  | Золото      | Срібло                                                                           | Срібло   | Бронза                                                                 | Бронза     |
| ---------------------------------------- | ----------------------------------------------------------------------- | ----------- | -------------------------------------------------------------------------------- | -------- | ---------------------------------------------------------------------- | ---------- |
| 100 метрів                               | Керрі Расселл · Ямайка                                                  | 11,05 PB    | Христина Стуй · Україна                                                          | 11,34 PB | Ліна Грінчикайте · Литва                                               | 11,44      |
| 200 метрів                               | Аннейша Мак-Лафлін Ямайка                                               | 22,54 PB    | Тіффані Таунсенд США                                                             | 22,96    | Анна Кайгородова Росія                                                 | 23,16 PB   |
| 400 метрів                               | Ольга Топільська Росія                                                  | 51,63       | Олена Мигунова Росія                                                             | 51,77 SB | Даймонд Діксон США                                                     | 52,76      |
| 800 метрів                               | Ольга Завгородня Україна                                                | 1.59,56 PB  | Олена Кофанова Росія                                                             | 1.59,94  | Лілія Лобанова Україна                                                 | 2.00,42    |
| 1500 метрів                              | Анна Міщенко Україна                                                    | 4.05,91     | Денізе Кребс Німеччина                                                           | 4.07,70  | Лю Фан КНР                                                             | 4.07,90    |
| 5000 метрів                              | Бінназ Услу Туреччина                                                   | 15.41,15 PB | Сара Морейра Португалія                                                          | 15.45,83 | Наталія Попкова Росія                                                  | 15.52,55   |
| 10000 метрів                             | Фадіме Суна Туреччина                                                   | 33.11,92    | Танака Ханае Японія                                                              | 33.15,57 | Ісінбасі Май Японія                                                    | 33.41,90   |
| 100 метрів з бар'єрами                   | Ніа Алі США                                                             | 12,85       | Наталія Івонінська Казахстан                                                     | 13,16    | Крістіна Меннінг США                                                   | 13,17      |
| 400 метрів з бар'єрами                   | Анна Ярощук Україна                                                     | 55,15       | Ірина Давидова Росія                                                             | 55,50    | Нагіхан Карадере Туреччина                                             | 55,81      |
| 3000 метрів з перешкодами                | Бінназ Услу Туреччина                                                   | 9.33,50 PB  | Людмила Кузьміна Росія                                                           | 9.44,77  | Цзинь Юань КНР                                                         | 9.45,21 SB |
| 4×100 метрів                             | УкраїнаАнна Тітімець Наталя Погребняк Христина Стуй Єлизавета Бризгіна  | 43,33       | СШАЛакія Брукінс Шейла Меян Крістіна Меннінг Тіффані Таунсенд Ареон Пейн (забіг) | 43,48    | ЯмайкаШермейн Вільямс Керрі Расселл Аннейша Мак-Лафлін Анастасія Лерой | 43,57      |
| 4×400 метрів                             | РосіяМарина Карнаущенко Олена Мигунова Ксенія Усталова Ольга Топільська | 3.27,16     | ТуреччинаНагіхан Карадере Мерве Айдін Меліз Редіф Пінар Сака                     | 3.30,14  | Велика БританіяКеллі Мессі Шарлотт Бест Меган Бізлі Емілі Даймонд      | 3.33,09    |
| Ходьба 20 кілометрів                     | Юлія Такач Іспанія                                                      | 1:33.51     | Тетяна Шемякіна Росія                                                            | 1:34.23  | Ніна Охотнікова Росія                                                  | 1:35.10    |
| Ходьба 20 кілометрів (командна першість) | КНРШи Ян Ян Явей Ван Шаньшань                                           | 4:58.57     | не вручалась                                                                     |          | не вручалась                                                           |            |
| Напівмарафон                             | Но Ун Ок Північна Корея                                                 | 1:16.38     | Цзинь Лінлін КНР                                                                 | 1:16.42  | Номура Сайо Японія                                                     | 1:16.48    |
| Напівмарафон (командна першість)         | ЯпоніяНомура Сайо Івакава Матіко Отагірі Акі Такеті Сіхо                | 3:50.43     | КНРЦзинь Лінлін Цзян Сяолі Лі Чженьчжу Цзинь Юань Сунь Цзюань                    | 3:53.09  | не вручалась                                                           |            |
| Стрибки у висоту                         | Бріджетта Барретт США                                                   | 1,96 PB     | Айріне Пальшите Литва                                                            | 1,96 NR  | Анна Іллющенко Естонія                                                 | 1,94       |
| Стрибки з жердиною                       | Олександра Киряшова Росія                                               | 4,65 PB     | Тіна Шутей Словенія                                                              | 4,55     | Екатеріні Стефаніді Греція                                             | 4,45 PB    |
| Стрибки в довжину                        | Анна Назарова Росія                                                     | 6,72        | Юлія Підлужна Росія                                                              | 6,56     | Мелані Баушке Німеччина                                                | 6,51       |
| Потрійний стрибок                        | Катерина Конєва Росія                                                   | 14,25 PB    | Патрісія Мамона Португалія                                                       | 14,23    | Крістіна Бужин Румунія                                                 | 14,21      |
| Штовхання ядра                           | Ірина Тарасова Росія                                                    | 18,02       | Софі Клеберг Німеччина                                                           | 17,48    | Мен Цяньцянь КНР                                                       | 17,21      |
| Метання диска                            | Жанета Гланц Польща                                                     | 63,99 PB    | Зінаїда Сендруйте Литва                                                          | 62,49 PB | Світлана Сайкіна Росія                                                 | 60,81      |
| Метання молота                           | Заліна Маргієва Молдова                                                 | 72,93 NR    | Єва Орбан Угорщина                                                               | 71,33 NR | Б'янка Пер'є Румунія                                                   | 71,18      |
| Метання списа                            | Сунетт Вільюн ПАР                                                       | 66,47 AR    | Марина Максимова Росія                                                           | 59,87    | Джустін Роббесон ПАР                                                   | 59,78      |
| Семиборство                              | Ольга Курбан Росія                                                      | 6151        | Вікторія Жемайтіте Литва                                                         | 5958     | Катержина Цахова Чехія                                                 | 5873       |

## Медальний залік
| Місце               | Країна              | Золото | Срібло | Бронза | Загалом |
| ------------------- | ------------------- | ------ | ------ | ------ | ------- |
| 1                   | Росія               | 11     | 10     | 8      | 29      |
| 2                   | Ямайка              | 6      | 2      | 1      | 9       |
| 3                   | Україна             | 5      | 3      | 1      | 9       |
| 4                   | Туреччина           | 4      | 3      | 1      | 8       |
| 5                   | США                 | 3      | 3      | 4      | 10      |
| 6                   | Японія              | 3      | 3      | 3      | 9       |
| 7                   | Польща              | 3      | 3      | 1      | 7       |
| 8                   | КНР                 | 2      | 7      | 4      | 13      |
| 9                   | ПАР                 | 2      | 2      | 2      | 6       |
| 10                  | Португалія          | 2      | 2      | 0      | 4       |
| 11                  | Алжир               | 1      | 1      | 0      | 2       |
| 11                  | Угорщина            | 1      | 1      | 0      | 2       |
| 13                  | Велика Британія     | 1      | 0      | 2      | 3       |
| 14                  | Австралія           | 1      | 0      | 1      | 2       |
| 14                  | Естонія             | 1      | 0      | 1      | 2       |
| 14                  | Марокко             | 1      | 0      | 1      | 2       |
| 17                  | Іспанія             | 1      | 0      | 0      | 1       |
| 17                  | Молдова             | 1      | 0      | 0      | 1       |
| 17                  | Північна Корея      | 1      | 0      | 0      | 1       |
| 20                  | Литва               | 0      | 4      | 1      | 5       |
| 21                  | Німеччина           | 0      | 2      | 1      | 3       |
| 22                  | Казахстан           | 0      | 1      | 1      | 2       |
| 23                  | Еквадор             | 0      | 1      | 0      | 1       |
| 23                  | Словаччина          | 0      | 1      | 0      | 1       |
| 23                  | Словенія            | 0      | 1      | 0      | 1       |
| 23                  | Франція             | 0      | 1      | 0      | 1       |
| 27                  | Італія              | 0      | 0      | 2      | 2       |
| 27                  | Бразилія            | 0      | 0      | 2      | 2       |
| 27                  | Румунія             | 0      | 0      | 2      | 2       |
| 30                  | Гонконг             | 0      | 0      | 1      | 1       |
| 30                  | Греція              | 0      | 0      | 1      | 1       |
| 30                  | Кенія               | 0      | 0      | 1      | 1       |
| 30                  | Мозамбік            | 0      | 0      | 1      | 1       |
| 30                  | Чехія               | 0      | 0      | 1      | 1       |
| Загалом (34 збірні) | Загалом (34 збірні) | 50     | 51     | 44     | 145     |

## Виступ українців
| Чоловіки (8) | Чоловіки (8)        | Чоловіки (8) | Чоловіки (8)   |
| Місце        | Атлет               | Дисципліна   | Результат      |
| ------------ | ------------------- | ------------ | -------------- |
| 1            | Богдан Бондаренко   | висота       | 2,28           |
| 2            | Віктор Кузнєцов     | потрійний    | 16,89          |
| 2            | Роман Авраменко     | спис         | 81,42          |
|              | Євген Семененко     | потрійний    | 16,69          |
|              | Микита Нестеренко   | диск         | 62,60          |
|              | Андрій Проценко     | висота       | 2,18 (2,20)[a] |
| пф           | Олександр Осмолович | 800 м        | 1.49,46        |
| пф           | Сергій Копанайко    | 110 м з/б    | 14,32          |
| заб          | Олександр Осмолович | 1500 м       | DNF            |

| Жінки (15) | Жінки (15)                                                      | Жінки (15)  | Жінки (15)  |
| Місце      | Атлетка                                                         | Дисципліна  | Результат   |
| ---------- | --------------------------------------------------------------- | ----------- | ----------- |
| 1          | Ольга Завгородня                                                | 800 м       | 1.59,56 PB  |
| 1          | Анна Міщенко                                                    | 1500 м      | 4.05,91     |
| 1          | Анна Ярощук                                                     | 400 м       | 55,98       |
| 1          | Анна Тітімець Наталя Погребняк Христина Стуй Єлизавета Бризгіна | 4×100 м     | 43,33       |
| 2          | Христина Стуй                                                   | 100 м       | 11,34 PB    |
| 3          | Лілія Лобанова                                                  | 800 м       | 2.00,42     |
|            | Єлизавета Бризгіна                                              | 200 м       | 23,28       |
|            | Ганна Князєва                                                   | потрійний   | 14,15       |
|            | Віра Ребрик                                                     | спис        | 58,43       |
|            | Наталія Ястребова                                               | потрійний   | 14,04       |
|            | Наталя Погребняк                                                | 100 м       | 11,50       |
|            | Оксана Окунєва                                                  | висота      | 1,84        |
|            | Анжеліка Шевченко                                               | 1500 м      | 4.11,80     |
|            | Інна Ахкозова                                                   | довжина     | 6,24 (6,25) |
|            | Інна Ахкозова                                                   | семиборство | 5574        |
| заб        | Анна Тітімець                                                   | 400 м       | 57,20       |
| заб        | Анна Носенко                                                    | 5000 м      | DNS         |
| кв         | Ганна Князєва                                                   | довжина     | 5,94        |

a  У дужках вказаний більш високий результат, що був показаний на попередній стадії змагань (у забігу чи кваліфікації).